# ГЕС Akıncı
ГЕС Akıncı — гідроелектростанція на півночі Туреччини. Знаходячись між ГЕС Решадіє 1-3 (вище по течії) та ГЕС Niksar (40 МВт), входить до складу каскаду на річці Келькіт, великій правій притоці Єшиль-Ирмаку, який впадає до Чорного моря біля міста Самсун.
У межах проєкту річку перекрили бетонною водозабірною греблею, яка відводить ресурс у прокладену по правобережжю дериваційну трасу загальною довжиною 23,6 км, зокрема 5 км тунелів із діаметром 6 метрів та 18,6 км каналів.
Розташований на березі Келькіту наземний машинний зал обладнали трьома турбінами типу Френсіс потужністю по 34,2 МВт, котрі живляться через водоводи діаметром по 3 метри. При напорі у 106 метрів вони повинні забезпечувати виробництво 416 млн кВт·год електроенергії на рік.